# 卢维涅
卢维涅（法語：Louvigné，法語發音：[luviɲe]）是法国马耶讷省的一个市镇，位于该省中部略偏南，属于拉瓦勒区。

## 地理
卢维涅（48°3'25"N, 0°37'49"W）面积12.56 平方千米，位于法国卢瓦尔河地区大区马耶讷省，该省份为法国西北部内陆省份，北起芒什省和奧恩省，西接伊勒-维莱讷省，南至曼恩-卢瓦尔省，东临萨尔特省。
与卢维涅接壤的市镇（或旧市镇、城区）包括：阿让特雷、巴祖热、邦尚莱拉瓦勒、帕尔内叙罗克、韦特河畔苏尔热。

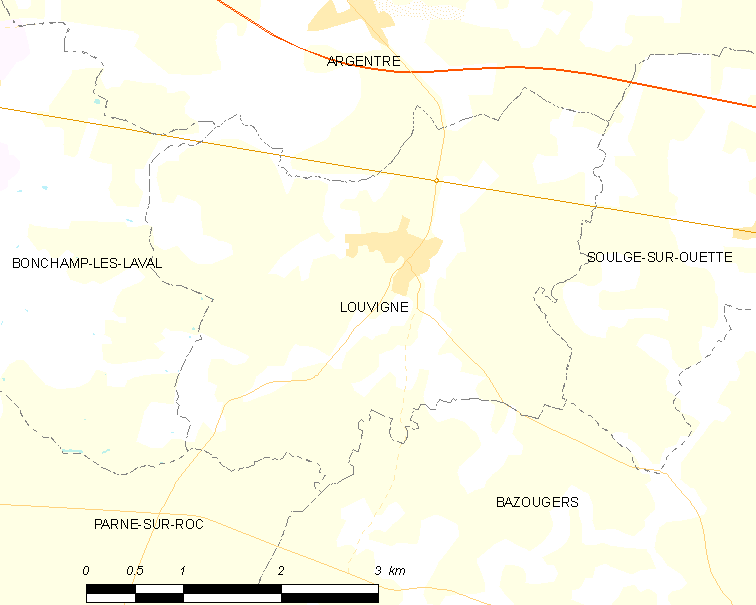
卢维涅的OSM定位图

卢维涅的时区为UTC+01:00、UTC+02:00（夏令时）。

## 行政
卢维涅的邮政编码为53210，INSEE市镇编码为53141。

## 政治
卢维涅所属的省级选区为吕斯里县。

## 人口

1962-2008年间卢维涅人口变化图示

卢维涅于2022年1月1日时的人口数量为1182人。